# Lijst van voetbalinterlands Sovjet-Unie - Verenigde Staten
Deze lijst van voetbalinterlands is een overzicht van alle officiële voetbalwedstrijden tussen de nationale teams van de Sovjet-Unie en de Verenigde Staten. De landen speelden twee keer tegen elkaar. De eerste ontmoeting, een vriendschappelijke wedstrijd, werd gespeeld in Palo Alto op 24 februari 1990. Het laatste duel, eveneens een vriendschappelijke wedstrijd, vond plaats op 21 november 1990 in Port of Spain (Trinidad en Tobago).

## Wedstrijden
| № | Plaats        | Datum            | Competitie        | Wedstrijd                      | Uitslag |
| - | ------------- | ---------------- | ----------------- | ------------------------------ | ------- |
| 1 | Palo Alto     | 24 februari 1990 | Vriendschappelijk | Verenigde Staten – Sovjet-Unie | 1 – 3   |
| 2 | Port of Spain | 21 november 1990 | Vriendschappelijk | Verenigde Staten – Sovjet-Unie | 0 – 0   |

## Samenvatting
| Competitie        | Totaal gespeeld | Winst Sovjet-Unie | Gelijk | Winst Verenigde Staten | Doelsaldo Sovjet-Unie – Verenigde Staten |
| ----------------- | --------------- | ----------------- | ------ | ---------------------- | ---------------------------------------- |
| Vriendschappelijk | 2               | 1                 | 1      | 0                      | 3 − 1                                    |
| Totaal            | 2               | 1                 | 1      | 0                      | 3 − 1                                    |